# Pseudomyrmex triplaridis
Pseudomyrmex triplaridis es una especie de hormiga del género Pseudomyrmex, subfamilia Pseudomyrmecinae. Esta especie fue descrita científicamente por Forel en 1904.

## Distribución
Se encuentra en Brasil, Colombia, Costa Rica, Guyana Francesa, Guatemala, Guyana, México, Panamá, Surinam, Trinidad y Tobago y Venezuela.